# Виталий (Бажанов)
Епископ Виталий (в миру Василий Ильич Бажанов; 1846, Богатьково, Тульская губерния — 14 [27] марта 1906, Санкт-Петербург) — епископ Древлеправославной Церкви Христовой (старообрядцев, приемлющих белокриницкую иерархию), епископ Петроградский и Тверской (1904—1906).

## Биография
До пострижения во иноки служил приходским священником в Георгиевской церкви Егорьевска, в Рязанской губернии (ныне — Московская область).
В декабре 1903 года, на Освященном соборе православно-старообрядческих епископов в Харькове, был избран для рукоположения в сан епископа на «Тверскую, Санкт-Петербургскую, Псковскую и Новгородскую епархию».
9 апреля 1904 года архиепископом Московским Иоанном и епископом Иннокентием (Усовым) в Нижнем Новгороде был рукоположен в епископский сан.
Скончался 14 марта 1906 года в Чубыкинской старообрядческой богадельне (Московский проспект, 108) на 58-м году жизни. 19 марта торжественно перенесён из Чубыкинской богадельни на Громовское кладбище. Погребение на Громовском кладбище совершили архиепископ Московский Иоанн и епископ Нижгородский Иннокентий в сослужении старообрядческого духовентва.
14 июня 1909 года епископ Виталий был торжественно перезахоронен там же, в специально отведенном для священников месте.